# Carlos Condit
Carlos Condit (Albuquerque, Nuevo México; 26 de abril de 1984) es un exartista marcial mixto estadounidense que compitió en la categoría de peso wélter en Ultimate Fighting Championship. Condit ha sido campeón interino de peso wélter de UFC en una ocasión y campeón de peso wélter de WEC.

## Biografía
Condit asistió a la Escuela Cibola High en el lado oeste de Albuquerque.

## Carrera en artes marciales mixtas
Condit anteriormente peleó en la promoción hermana de la UFC, World Extreme Cagefighting (WEC), donde fue el último campeón wélter de WEC. Él también compitió en Shootboxing y Pancrase en Japón.
Condit ahora entrena en Jackson's Submission Fighting peleando desde Albuquerque, Nuevo México.

### Ultimate Fighting Championship
Condit se enfrentó a Martin Kampmann el 1 de abril de 2009 en UFC Fight Night 18. Condit perdió la pelea por decisión dividida.
El 16 de septiembre de 2009, Condit se enfrentó a Jake Ellenberger en UFC Fight Night 19. Condit ganó la pelea por decisión dividida.
El 12 de junio de 2010, Condit se enfrentó a Rory MacDonald en UFC 115. Condit ganó la pelea por nocaut técnico en la tercera ronda. Tras el evento, ambos peleadores ganaron el premio a la Pelea de la Noche.
Condit se enfrentó a Dan Hardy el 16 de octubre de 2010 en UFC 120. Condit ganó la pelea por nocaut en la primera ronda, ganando así el premio al KO de la Noche.
El 2 de julio de 2011, Condit se enfrentó a Dong-hyun Kim en UFC 132. Condit ganó la pelea por nocaut en la primera ronda, ganando así el premio al KO de la Noche.
Condit se enfrentó a Nick Diaz el 4 de febrero de 2012 en UFC 143 por el campeonato interino de peso wélter. Condit ganó la pelea por decisión unánime, ganando así el campeonato interino.
El 17 de noviembre de 2012, Condit se enfrentó a Georges St-Pierre en UFC 154 por la unificación del campeonato de peso wélter. Condit perdió la pelea por decisión unánime. Tras el evento, ambos peleadores ganaron el premio a la Pelea de la Noche. Después de la pelea, St-Pierre dijo que Condit era el mejor peleador con el que había peleado.
Condit se enfrentó a Johny Hendricks el 16 de marzo de 2013 en UFC 158. Condit perdió la pelea por decisión unánime. Tras el evento, ambos peleadores ganaron el premio a la Pelea de la Noche.
El 28 de agosto de 2013, Condit se enfrentó a Martin Kampmann en UFC Fight Night 27. Condit ganó la pelea por nocaut técnico en la cuarta ronda. Tras el evento, ambos peleadores ganaron el premio a la Pelea de la Noche.
Condit se enfrentó a Tyron Woodley el 15 de marzo de 2014 en UFC 171. Condit perdió la pelea por nocaut técnico tras lesionarse la rodilla.
El 30 de mayo de 2015, Condit se enfrentó a Thiago Alves en UFC Fight Night 67. Condit ganó la pelea en la segunda ronda por parada médica.
El 2 de enero de 2016, Condit se enfrentó a Robbie Lawler por el campeonato de peso wélter en UFC 195. Condit perdió la pelea por decisión dividida. Tras el evento, ambos peleadores ganaron el premio a la Pelea de la Noche.
Condit regresó a la jaula ocho meses después para enfrentar a Demian Maia en el evento principal de UFC on Fox 21 el 27 de agosto de 2016. Perdió la pelea por sumisión en la primera ronda.
Después de un descanso de dieciséis meses, Condit se enfrentó a Neil Magny el 30 de diciembre de 2017 en UFC 219. Perdió la pelea por decisión unánime.
Se esperaba que Condit se enfrentara a Matt Brown el 14 de abril de 2018 en UFC on Fox 29. Brown se retiró de la pelea debido a un rasgado del ligamento cruzado anterior (ACL), y fue reemplazado por Alex Oliveira. Condit perdió la pelea por sumisión.
Condit enfrentó a Michael Chiesa el 29 de diciembre de 2018 en UFC 232. Perdió la pelea por sumisión 

Carlos Condit enfrentó a Court McGee en el evento UFC Fight Night: Holm vs. Aldana. Condit ganó la pelea por decisión unánime y dejó atrás su seguidilla de derrotas consecutivas.
Tras casi dos años desde que se cancelara su combate contra Matt Brown, finalmente se vieron las caras en 16 de enero de 2021 en Abu Dhabi, en dicho combate Condit derrotó a Brown vía decisión unánime.
7 meses después de su último combate, Carlos Condit se enfrentó a Max Griffin en la cartelera preliminar del UFC 264. Tras un combate relativamente parejo Carlos perdió por decisión unánime.
Semanas después de su combate ante Max Griffin, Condit anunció que no volvería a subirse de nuevo a una jaula, dándole fin a su carrera deportiva en las artes marciales mixtas.

## Vida personal
El padre de Condit, Brian, era el jefe del Estado Mayor del exgobernador de Nuevo México y candidato presidencial demócrata Bill Richardson. Condit se casó con su novia, Seager Marie McCullah, en diciembre de 2010. La pareja dio la bienvenida a su primer niño, un hijo, en marzo de 2010.

## Campeonatos y logros
- Ultimate Fighting Championship
  - Campeón interino de peso wélter de UFC (una vez)
  - Pelea de la Noche (cinco veces)
  - KO de la Noche (dos veces)

- World Extreme Cagefighting
  - Campeón de peso wélter (una vez, el último)
  - Pelea de la Noche (una vez)
  - Invicto en WEC (5-0)

- Rumble on the Rock
  - Torneo de peso wélter (semifinalista)

- MMAValor.com
  - Pelea del Año (2012) vs. Georges St-Pierre[29] el 17 de noviembre

## Récord en artes marciales mixtas
| Récord profesional | Récord profesional | Récord profesional |
| 46 peleas          | 32 victorias       | 14 derrotas        |
| ------------------ | ------------------ | ------------------ |
| Nocaut             | 15                 | 1                  |
| Sumisión           | 13                 | 6                  |
| Decisión           | 4                  | 7                  |

| Resultado | Récord | Oponente          | Método                           | Evento                                     | Fecha                    | Ronda | Tiempo | Localización              | Notas                                                                            |
| --------- | ------ | ----------------- | -------------------------------- | ------------------------------------------ | ------------------------ | ----- | ------ | ------------------------- | -------------------------------------------------------------------------------- |
| Derrota   | 32–14  | Max Griffin       | Decisión (unánime)               | UFC 264                                    | 10 de julio de 2021      | 3     | 5:00   | Paradise, Nevada          |                                                                                  |
| Victoria  | 32–13  | Matt Brown        | Decisión (unánime)               | UFC on ABC: Holloway vs. Kattar            | 16 de enero de 2021      | 3     | 5:00   | Abu Dabi                  |                                                                                  |
| Victoria  | 31–13  | Court McGee       | Decisión (unánime)               | UFC on ESPN: Holm vs. Aldana               | 3 de octubre de 2020     | 3     | 5:00   | Abu Dabi                  |                                                                                  |
| Derrota   | 30–13  | Michael Chiesa    | Sumisión (kimura)                | UFC 232                                    | 29 de diciembre de 2018  | 2     | 0:56   | Inglewood, California     |                                                                                  |
| Derrota   | 30–12  | Alex Oliveira     | Sumisión (guillotine choke)      | UFC on Fox: Poirier vs. Gaethje            | 14 de abril de 2018      | 2     | 3:17   | Glendale, Arizona         |                                                                                  |
| Derrota   | 30–11  | Neil Magny        | Decisión (unánime)               | UFC 219                                    | 30 de diciembre de 2017  | 3     | 5:00   | Las Vegas, Nevada         |                                                                                  |
| Derrota   | 30–10  | Demian Maia       | Sumisión (rear-naked choke)      | UFC on Fox: Maia vs. Condit                | 27 de agosto de 2016     | 1     | 1:52   | Vancouver                 |                                                                                  |
| Derrota   | 30–9   | Robbie Lawler     | Decisión (dividida)              | UFC 195                                    | 2 de enero de 2016       | 5     | 5:00   | Las Vegas, Nevada         | Por el campeonato de peso wélter de UFC; Pelea de la Noche. Pelea del año (2016) |
| Victoria  | 30–8   | Thiago Alves      | TKO (parada médica)              | UFC Fight Night: Condit vs. Alves          | 30 de mayo de 2015       | 2     | 5:00   | Goiânia                   |                                                                                  |
| Derrota   | 29–8   | Tyron Woodley     | TKO (lesión en la rodilla)       | UFC 171                                    | 15 de marzo de 2014      | 2     | 2:00   | Dallas, Texas             |                                                                                  |
| Victoria  | 29–7   | Martin Kampmann   | TKO (rodillazos y golpes)        | UFC Fight Night: Condit vs. Kampmann 2     | 28 de agosto de 2013     | 4     | 0:54   | Indianápolis, Indiana     | Pelea de la Noche.                                                               |
| Derrota   | 28–7   | Johny Hendricks   | Decisión (unánime)               | UFC 158                                    | 16 de marzo de 2013      | 3     | 5:00   | Montreal                  | Pelea de la Noche.                                                               |
| Derrota   | 28–6   | Georges St-Pierre | Decisión (unánime)               | UFC 154                                    | 17 de noviembre de 2012  | 5     | 5:00   | Montreal                  | Por el campeonato de peso wélter de UFC; Pelea de la Noche.                      |
| Victoria  | 28–5   | Nick Diaz         | Decisión (unánime)               | UFC 143                                    | 4 de febrero de 2012     | 5     | 5:00   | Las Vegas, Nevada         | Ganó el campeonato interino de peso wélter de UFC.                               |
| Victoria  | 27–5   | Dong-hyun Kim     | TKO (rodillazo volador y golpes) | UFC 132                                    | 2 de julio de 2011       | 1     | 2:58   | Las Vegas, Nevada         | KO de la Noche.                                                                  |
| Victoria  | 26–5   | Dan Hardy         | KO (golpe)                       | UFC 120                                    | 16 de octubre de 2010    | 1     | 4:27   | Londres                   | KO de la Noche.                                                                  |
| Victoria  | 25–5   | Rory MacDonald    | TKO (codazos y golpes)           | UFC 115                                    | 12 de junio de 2010      | 3     | 4:53   | Vancouver                 | Pelea de la Noche.                                                               |
| Victoria  | 24–5   | Jake Ellenberger  | Decisión (dividida)              | UFC Fight Night: Diaz vs. Guillard         | 16 de septiembre de 2009 | 3     | 5:00   | Oklahoma City, Oklahoma   |                                                                                  |
| Derrota   | 23–5   | Martin Kampmann   | Decisión (dividida)              | UFC Fight Night: Condit vs. Kampmann       | 1 de abril de 2009       | 3     | 5:00   | Nashville, Tennessee      |                                                                                  |
| Victoria  | 23–4   | Hiromitsu Miura   | TKO (golpes)                     | WEC 35                                     | 3 de agosto de 2008      | 4     | 4:43   | Las Vegas, Nevada         | Defendió el campeonato de peso wélter de WEC; Pelea de la Noche.                 |
| Victoria  | 22–4   | Carlo Prater      | Sumisión (guillotine choke)      | WEC 32                                     | 13 de febrero de 2008    | 1     | 3:48   | Albuquerque, Nuevo México | Defendió el campeonato de peso wélter de WEC.                                    |
| Victoria  | 21–4   | Brock Larson      | Sumisión (armbar)                | WEC 29                                     | 5 de agosto de 2007      | 1     | 2:21   | Las Vegas, Nevada         | Defendió el campeonato de peso wélter de WEC.                                    |
| Victoria  | 20–4   | John Alessio      | Sumisión (rear-naked choke)      | WEC 26                                     | 24 de marzo de 2007      | 2     | 4:59   | Las Vegas, Nevada         | Ganó el campeonato Vacante de peso wélter de WEC.                                |
| Victoria  | 19–4   | Kyle Jensen       | Sumisión (rear-naked choke)      | WEC 25                                     | 20 de enero de 2007      | 1     | 2:10   | Las Vegas, Nevada         |                                                                                  |
| Victoria  | 18–4   | Tatsunori Tanaka  | KO (pisotón)                     | Pancrase: Blow 9                           | 25 de octubre de 2006    | 1     | 2:13   | Tokio                     |                                                                                  |
| Victoria  | 17–4   | Takuya Wada       | Sumisión (kimura)                | Pancrase: Blow 7                           | 16 de septiembre de 2006 | 3     | 4:22   | Tokio                     |                                                                                  |
| Victoria  | 16–4   | Koji Oishi        | TKO (parada médica)              | Pancrase: 2006 Neo-Blood Tournament Finals | 28 de julio de 2006      | 3     | 1:01   | Tokio                     |                                                                                  |
| Derrota   | 15–4   | Pat Healy         | Sumisión (rear-naked choke)      | Extreme Wars 3: Bay Area Brawl             | 3 de junio de 2006       | 3     | 2:53   | Oakland, California       |                                                                                  |
| Derrota   | 15–3   | Jake Shields      | Decisión (unánime)               | Rumble on the Rock 9                       | 21 de abril de 2006      | 3     | 5:00   | Honolulu, Hawái           | Final del torneo peso wélter de ROTR.                                            |
| Victoria  | 15–2   | Frank Trigg       | Sumisión (triangle armbar)       | Rumble on the Rock 9                       | 21 de abril de 2006      | 1     | 1:22   | Honolulu, Hawái           | Semifinal del torneo peso wélter de ROTR.                                        |
| Victoria  | 14–2   | Renato Verissimo  | KO (rodillazos y golpes)         | Rumble on the Rock 8                       | 20 de enero de 2006      | 1     | 0:17   | Honolulu, Hawái           | Cuartos de final del torneo peso wélter de ROTR.                                 |
| Victoria  | 13–2   | Ross Ebañez       | TKO (golpes)                     | ROTR: Just Scrap                           | 5 de noviembre de 2005   | 1     | 1:27   | Hilo, Hawái               |                                                                                  |
| Derrota   | 12–2   | Satoru Kitaoka    | Sumisión (heel hook)             | Pancrase: Spiral 8                         | 2 de octubre de 2005     | 1     | 3:57   | Yokohama                  |                                                                                  |
| Victoria  | 12–1   | Chilo Gonzalez    | Sumisión (armbar)                | ROF 19: Showdown                           | 10 de septiembre de 2005 | 1     | 1:06   | Castle Rock, Colorado     |                                                                                  |
| Victoria  | 11–1   | Masaki Tuchhi     | KO (patada a la cabeza)          | PNRF: Demolition                           | 18 de junio de 2005      | 1     | 4:35   | Albuquerque, Nuevo México |                                                                                  |
| Victoria  | 10–1   | Randy Hauer       | KO (golpes)                      | FightWorld 3                               | 27 de noviembre de 2004  | 1     | 1:27   | Albuquerque, Nuevo México |                                                                                  |
| Victoria  | 9–1    | Will Bradford     | TKO (golpes)                     | Independent Event                          | 13 de noviembre de 2004  | 1     | 1:30   | Nuevo México              |                                                                                  |
| Derrota   | 8–1    | Carlo Prater      | Sumisión (triangle choke)        | FightWorld 2                               | 11 de septiembre de 2004 | 1     | 2:51   | Albuquerque, Nuevo México |                                                                                  |
| Victoria  | 8–0    | Brandon Melendez  | Sumisión (triangle choke)        | ROF 12: Nemesis                            | 22 de mayo de 2004       | 1     | 0:50   | Castle Rock, Colorado     |                                                                                  |
| Victoria  | 7–0    | Jarvis Brennaman  | Sumisión (armbar)                | KOTC 35: Acoma                             | 28 de febrero de 2004    | 1     | 0:34   | Acoma, Nuevo México       |                                                                                  |
| Victoria  | 6–0    | Brad Gumm         | TKO (golpes)                     | ROF 11: Bring it On                        | 10 de enero de 2004      | 1     | 1:11   | Castle Rock, Colorado     |                                                                                  |
| Victoria  | 5–0    | David Lindemeyer  | Sumisión (armbar)                | KOTC 26: Gladiator Challenge               | 3 de agosto de 2003      | 1     | 0:46   | Acoma, Nuevo México       |                                                                                  |
| Victoria  | 4–0    | Tyrell McElroy    | Sumisión (arm-triangle choke)    | Triple Threat: Fight Night 1               | 6 de abril de 2003       | 1     | 2:49   | Albuquerque, Nuevo México |                                                                                  |
| Victoria  | 3–0    | Anthony Zamora    | TKO (golpes)                     | Independent Event                          | 15 de marzo de 2003      | 1     | 0:29   | Acoma, Nuevo México       |                                                                                  |
| Victoria  | 2–0    | Tommy Gouge       | Sumisión (armbar)                | Reality Fighting Championships 1           | 25 de enero de 2003      | 1     | 0:45   | Oklahoma City, Oklahoma   |                                                                                  |
| Victoria  | 1–0    | Nick Roscorla     | Sumisión (rear-naked choke)      | Aztec Challenge 1                          | 6 de septiembre de 2002  | 1     | 0:52   | Ciudad Juárez             |                                                                                  |